# Hans Flasche
Hans Flasche (* 25. November 1911 in Düsseldorf; † 17. September 1994 in Bonn) war ein deutscher Romanist, Hispanist und Lusitanist.

## Leben und Werk
Flasche besuchte das Gymnasium in Düsseldorf. Er studierte in Bonn und Berlin (dort bei Ernst Gamillscheg und Eduard Wechssler). Flasche promovierte 1935 in Bonn mit Die begriffliche Entwicklung des Wortes ratio und seiner Ableitungen im Französischen bis 1500 (Leipzig/Paris 1936).
Hans Flasche beantragte am 5. Juli 1937 die Aufnahme in die NSDAP und wurde rückwirkend zum 1. Mai desselben Jahres aufgenommen (Mitgliedsnummer 4.389.422).
Ab 1936 war er in Coimbra, ab 1939 im Bibliotheksdienst in Würzburg, 1950 bis 1953 an der Universitätsbibliothek Bonn. 1950 habilitierte er sich in Erlangen bei Adalbert Hämel und Heinrich Kuen mit Über die Genealogie der Lehre von der Erfahrung des Herzens. Philologisch-philosophische Studien zur Vorgeschichte der Erkenntnistheorie Pascals und ihrer Einordnung in die französische Geistesentwicklung. Ab 1953 war Flasche Professor in Marburg, ab 1963 Ordinarius für Hispanistik und Lusitanistik an der Universität Hamburg.

## Weitere Werke
- Bernhard von Clairvaux als Geistesahne Pascals. Ein Beitrag zur Erhellung der abendländischen Kultureinheit. In: Sacris Erudiri. Band 5, 1953, S. 331–360
- Die Sprachen und Literaturen der Romanen im Spiegel der deutschen Universitätsschriften 1885–1950: Eine Bibliographie. Bonn 1958
- (zusammen mit Utta Wawrzinek) Materialien zur Begriffsgeschichte: Eine Bibliographie deutscher Hochschulschriften von 1880–1955. Bonn 1960
- (Hrsg.) Aufsätze zur portugiesischen Kulturgeschichte. 8 Bände, Münster 1960–1968
- Die Struktur des auto sacramental Los encantos de la culpa von Calderón. Köln 1968
- (Hrsg.) Litterae Hispanae et Lusitanae: Festschrift zum 50jährigen Bestehen des Ibero-Amerikanischen Forschungsinstituts der Universität Hamburg. München 1968
- (Hrsg.) Calderón de la Barca. Darmstadt 1971
- (Hrsg.) Hacia Calderon. 2. Coloquio Anglogermano Hamburgo 1970. Ponencias. Berlin 1972
- Geschichte der spanischen Literatur. 3 Bände, Bern 1977, 1982, 1989
- Über Calderón: Studien aus den Jahren 1958–1980. Wiesbaden 1980
- (Hrsg.) (zusammen mit Gerd Hofmann) Konkordanz zu Calderón. 5 Bände, Hildesheim 1980–1983
- Zetemata, semantica, syntactica. 2 Bände, Stuttgart 1990